# ریتا تودوروا
ریتا تودوروا (بلغاری: Рита Тодорова؛ زادهٔ ۱۸ اوت ۱۹۵۸) قایقران روئینگ اهل بلغارستان است.